# Воиславлевичи
Воисла́влевичи (серб. Војислављевићи) — сербский феодальный род, происходящий от Стефана Воислава, представители которого с начала XI по конец XII века правили Дуклей и некоторыми другими балканскими государствами.
Обычно к Воиславлевичам относят и Ивана Владимира, двоюродного брата Стефана Воислава. Родословная этой династии описана в «Летописи попа Дуклянина».
Важнейшие представители:
- Стефан Воислав, князь Дукли
- Михайло Воиславлевич, князь (затем король) Дукли — сын предыдущего
- Константин Бодин, король Дукли, царь Болгарии — сын предыдущего

Последующие правители Дукли тоже принадлежали к этой семье.
Вукан, первый жупан Рашки (основатель династии Вукановичей), и Стефан, первый бан Боснии, получившие эти титулы от Константина Бодина на правах вассалов, в современной историографии также считаются его родственниками.